# Deselm
Deselm est une communauté non constituée située dans le comté de Kankakee, dans l'État américain de l'Illinois. 

## Histoire
Un bureau de poste a été créé à Deselm en 1867 et est resté opérationnel jusqu'en 1902. 
John B. Deselm, le premier maître de poste, a donné son nom à la communauté. 